# Antoine Parmentier
Pour les articles homonymes, voir Parmentier.
Antoine Augustin Parmentier est un pharmacien militaire, agronome, nutritionniste et hygiéniste français, né le 12 août 1737 à Montdidier et mort le 17 décembre 1813 à Paris.
Précurseur de la chimie alimentaire et de l'agrobiologie, il est surtout connu pour son action de promotion en faveur de la consommation de la pomme de terre dans l'alimentation humaine, mais aussi pour ses travaux sur l'hygiène alimentaire, l'utilisation de nouveaux aliments durant les fréquentes périodes de famine et comme pharmacien militaire (avec un rôle éminent dans l'organisation pharmaceutique du service de santé sous l'Empire).

## Biographie

### Années de formation
Antoine Augustin Parmentier est né dans une famille bourgeoise : il est le cadet des cinq enfants de Jean-Baptiste Parmentier (6 avril 1712 - 26 juin 1788) qui tient une modeste boutique de marchand linger dans l'artère principale de Montdidier, bourgade commerçante de Picardie. Sa mère est Marie-Euphrosine Millon (6 mai 1706 - 14 février 1776), fille d'épicier. Son père ayant connu des revers de fortune, l'éducation de ses enfants est assurée par son épouse, aidée du curé de la paroisse, l’abbé Daugy, qui leur inculque le latin, langue indispensable pour le métier de pharmacien. Il entre en 1750 à Montdidier comme commis à la pharmacie Frison qui vient d'être reprise par un lointain cousin, Paul-Félix Lendormy, cet apothicaire le formant à la pharmacie. En 1755, recommandé par Lendormy, il devient apprenti à la pharmacie Simmonet, rue Croix-des-Petits-Champs à Paris et est logé chez son maître d'apprentissage Jean-Antoine Simonnet, Picard comme lui.

### Pharmacien militaire
N'ayant pas les ressources pour ouvrir sa propre officine, il décide de s'enrôler dans l'armée qui a besoin d'apothicaires. En mars 1757, il est engagé par Louis Claude Cadet de Gassicourt, apothicaire-major à l'hôtel des Invalides, et affecté en tant que pharmacien de troisième classe dans les hôpitaux de l’armée de Hanovre dirigée par le maréchal d’Estrées au cours de la guerre de Sept Ans. Pierre Bayen, chef de cette branche de service, remarque son activité, son intelligence et « son dévouement passionné pour ses devoirs » : il devient son ami et appelle sur lui l’intérêt de Chamousset, intendant général des hôpitaux. Dans une épidémie de dysenterie qui ravage l’armée, il donne des preuves de ses capacités. Il tombe cinq fois entre les mains de l’ennemi mais, l'armée manquant cruellement d'apothicaires, il est systématiquement libéré lors d'échange de prisonniers. Grâce à ses deux protecteurs Bayen et Chamousset, le Lieutenant-général des armées le duc de Choiseul lui fait monter les grades : pharmacien de deuxième classe en janvier 1758, de première classe (soit aide-major) en 1760.
La chimie est alors particulièrement pratiquée en Allemagne et Parmentier s’y applique sous les yeux de Mayer (en), pharmacien célèbre de Francfort-sur-le-Main. Il aurait pu devenir son gendre et son successeur mais il ne veut pas renoncer à son pays. En 1763, de retour à Paris, il suit les cours de physique de l'abbé Nollet dont il devient le préparateur, de chimie de Rouelle et de botanique de Jussieu. Le 16 octobre 1766, il emporte au concours la place d’apothicaire adjoint de l’hôtel des Invalides. Il reçoit son brevet d'apothicaire-major de la pharmacie des Invalides le 18 juillet 1772. Il passe sa maîtrise d'apothicaire gagnant-maîtrise le 28 mai 1774. Cependant, un conflit naît avec les « sœurs grises » (nom des Filles de la Charité) qui veulent garder leurs prérogatives dans la gestion de l'infirmerie et de l'apothicairerie des Invalides. Voulant probablement sortir de cette impasse, Parmentier remet sa charge d'apothicaire-major le 29 juillet 1774. En contrepartie, Louis XVI fait de Parmentier un pensionnaire du roi aux Invalides. Il y garde gratuitement un appartement et peut désormais se consacrer entièrement à ses recherches. Sa sœur Marie-Suzanne (14 avril 1736-10 décembre 1809) devenue veuve s'installe avec lui dans cet appartement, « à charge pour elle de tenir la maison, d'assurer le secrétariat, de participer aux recherches », les deux formant dès lors un duo indissociable.
En 1779, il est nommé censeur royal. Du 6 juin 1779 jusqu'en mai 1781, il est apothicaire-major des hôpitaux militaires de la division du Havre et de Bretagne lors de la guerre maritime de la France et de l'Angleterre.

### Ses travaux sur la pomme de terre

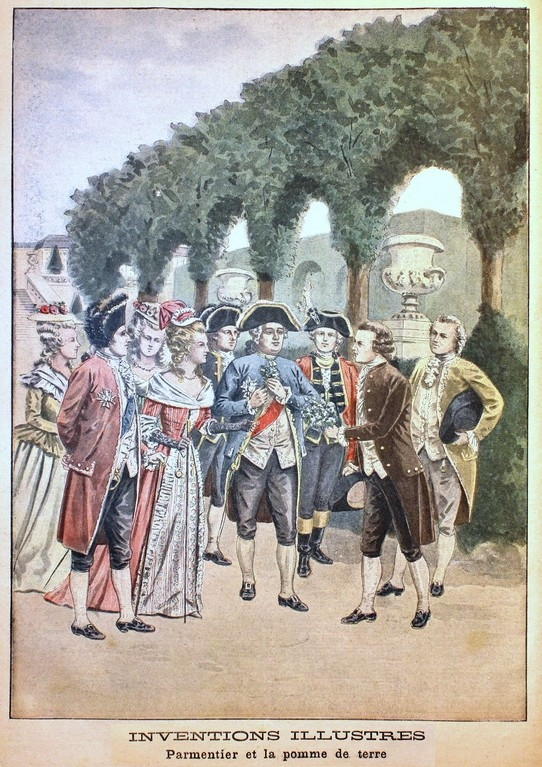
Parmentier s’empresse d'offrir les fleurs de pommes de terre qu’il vient de cueillir dans le champ des Sablons à Louis XVI et Marie-Antoinette alors à la promenade à Versailles (gravure extraite du Petit Journal, mars 1901).

C’est au cours de la guerre de Sept Ans comme prisonnier militaire en Prusse que Parmentier goûte la bouillie de pommes de terre, et qu’il reconnaît les avantages alimentaires de ce tubercule. À Hanovre, il découvre notamment sa culture en ligne qui augmente sa productivité. En Europe, elle est aussi cultivée en Italie dès le XVIe siècle, en Alsace et en Lorraine au XVIIe siècle, en Savoie dès la fin du XVIIe siècle, puis est adoptée dans le Midi, en Anjou et dans le Limousin. Elle a souvent le nom de "truffole" (ou apparenté), en rapport avec son aspect et son origine souterraine. Elle est cependant rejetée par le nord de la France, dont l'Île-de-France, d'où vient Parmentier et même interdite de culture par le parlement de Paris en 1748.
À la suite des famines survenues en France en 1769 et 1770, l’académie de Besançon propose en 1771, pour sujet de son prix, l’indication des substances alimentaires qui pourraient atténuer les calamités d’une disette. Parmentier établit, dans un Mémoire qui est couronné, qu’il était facile d’extraire de l’amidon d’un grand nombre de plantes, un principe nutritif plus ou moins abondant. À l’issue de la publication de son mémoire, l’Académie des sciences, des belles-lettres et des arts le récompense, malgré une interdiction du Parlement (qui a autorité sur la plus grande partie du nord de la France) de cultiver la pomme de terre datant de 1748.
En 1772, les membres de la faculté de médecine de Paris planchent pendant de longues semaines sur le sujet et finissent par déclarer que la consommation de la pomme de terre ne présente pas de danger. Mais le terrain sur lequel il avait installé ses plantations près des Invalides appartient aux religieuses de l'Institution et, en opposition avec celles-ci, il doit bientôt renoncer à les cultiver.
Il rédige plusieurs mémoires pour promouvoir les vertus nutritionnelles de la pomme de terre pour l’homme, alors qu’elle était jusqu’ici abandonnée aux bestiaux ou aux « jours maigres » des communautés religieuses (tubercule souterrain, elle est en effet classée au plus bas de « l'échelle des êtres »), et pour démonter les préjugés communs sur ce tubercule accusé de provoquer des maladies (fièvre, lèpre, peste ou écrouelles) et l’appauvrissement du sol. La Manière de faire le pain de pommes de terre, sans mélange de farine en 1779 fait suite aux tentatives précédentes de Joachim Faiguet de Villeneuve et de François Mustel (l'agronome rouennais ayant développé la culture en Normandie, il accuse à cette occasion Parmentier de plagier son mémoire) de faire un pain à base de farine de pomme de terre et de froment, d'orge ou de seigle, Parmentier reprenant ces expériences pour en fabriquer uniquement à base de farine de pomme de terre mais le procédé est difficilement exploitable car il prend six jours. Il poursuit sa « croisade parmentière » en obtenant du gouvernement deux arpents de terres dans la plaine des Sablons, champ militaire réputé incultivable, pour planter des tubercules de pomme de terre le 14 mai 1786. Faisant un bouquet de quelques-unes de celles-ci, il le présente à Versailles en compagnie du botaniste Philippe Victoire Levêque de Vilmorin le 24 août 1786, veille de la fête de saint Louis, au roi Louis XVI, qui place tout de suite une fleur à sa boutonnière et une dans la coiffure de Marie-Antoinette. L’exemple du monarque (qui rend hommage au savant en déclarant « La France vous remerciera un jour d’avoir trouvé le pain des pauvres ») entraîne les courtisans et ceux-ci le reste de la France.
Parmentier va aussi promouvoir la pomme de terre en organisant des dîners où seront conviés des hôtes prestigieux, tels Benjamin Franklin ou Lavoisier assistant, le 29 octobre 1778, devant les fours de la boulangerie de l'hôtel des Invalides, à l'enfournement du pain à base de farine de pommes de terre. Le 1er novembre, tous les invités se retrouvent à la table du gouverneur des Invalides pour tester le pain et une vingtaine de plats. Bien que le résultat gustatif se révèle médiocre, le Journal de Paris relate l'événement comme « la découverte la plus importante du siècle », et cette opération publicitaire est l'occasion pour Parmentier de publier Le parfait boulanger ou traité complet sur la fabrication & le commerce du pain et d'ouvrir son école de boulangerie en 1780,.
Cependant certains se méfient encore, et Parmentier, selon la légende, utilise alors un stratagème pour vaincre les réticences : il fait garder le champ de la plaine des Sablons par des hommes en armes le jour, mais pas la nuit. La garde du champ augmente la valeur de la culture aux yeux du peuple parisien qui croit qu'il s'agit d'un mets de choix réservé à la table du roi et des plus hauts seigneurs et, la nuit, les vols de tubercules sont aisés. Le peuple parisien en profite donc pour « voler » des tubercules et la consommation se serait alors répandue. En réalité, les soldats surveillent de jour l’ensemble du terrain de manœuvres comme ils le font pour tout terrain militaire, et les lettres de Parmentier écrites à l'intendant révèlent ses craintes que les vols nocturnes des tubercules immatures (le manque de pluie et le sol ingrat ayant entraîné un retard sur la saison) nuisent à la promotion de la pomme de terre. L'année suivante, il renouvelle son expérience aux Sablons et, pour prévenir toute « dégénération » des semis, dans la plaine de Grenelle, ce qui se traduit par la publication le 27 juin 1787 du Mémoire sur la culture des Pommes de terre à la plaine des Sablons et de Grenelle.
L'agronome français Henri Louis Duhamel du Monceau a cependant souligné, dès 1761, l'intérêt de ce tubercule lors de disette et, contrairement à ce qui est souvent écrit, popularisé avant Parmentier l'usage de la pomme de terre. En outre, Parmentier n'hésite pas à qualifier le chevalier Mustel de « premier Apôtre des pommes de terre en France, connu par d'excellents ouvrages ». Bien qu'elle fût considérée comme fade, farineuse et venteuse, la pomme de terre était en effet dans les campagnes bouillie avec du lard et du salé ou cuite sous la cendre pour accompagner les ragoûts et chez les personnes plus aisées, accommodée avec du beurre, avec de la viande, et ce bien  avant la naissance de Parmentier. Parmentier a en fait permis, grâce à ses talents pour la promotion, à la reconnaissance royale et à son expérience de culture de la pomme de terre dans la plaine des Sablons, de défaire la pomme de terre de son image d'aliment de pauvre et d'introduire la consommation de ce tubercule chez les élites, faisant de la pomme de terre le « légume de la cabane et du château ».

### Autres travaux à la charnière de la révolution des sciences

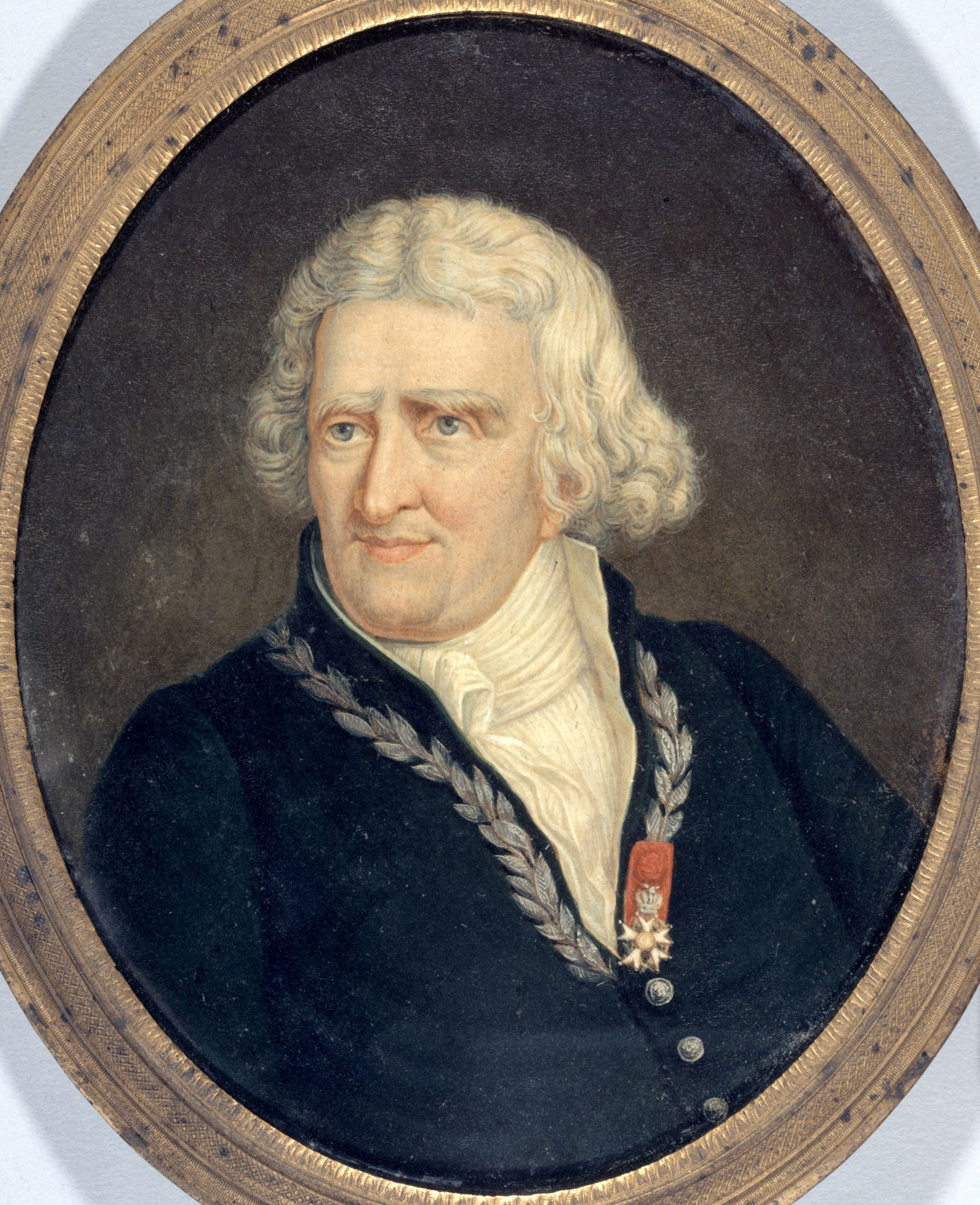
Portrait de Parmentier avec une Légion d'honneur

Il se penche par ailleurs sur la châtaigne (1780), sur le maïs ou le blé de Turquie, en réponse à un sujet de l’Académie de Bordeaux (1785). Précurseur de la chimie alimentaire, il remplace la méthode du chauffage à la cornue qui détruisait les composants de l'aliment qu'on voulait justement analyser par une extraction plus douce employée précédemment par Claude de La Garaye. C’est un nutritionniste et un hygiéniste, traitant aussi des fécules, du pain (Parfait boulanger, ou Traité complet sur la fabrication et le commerce du pain, 1778, in-8°), du sucre de raisin, s’intéressant aux produits laitiers (ainsi avec Nicolas Deyeux, en l’an VII). Il rédige plusieurs instructions lors de la disette de 1785.
Pour remédier à la pénurie de sucre de canne, il préconise l’emploi de sucres de raisins et d’autres végétaux sucrés. Il s’intéresse à la conservation des farines, du vin et des produits laitiers.
En 1772, en compagnie de Cadet de Vaux (ancien pharmacien des Invalides), il tente d’améliorer la qualité du pain distribué dans les hôpitaux et les prisons en imaginant une nouvelle méthode de panification. Il fonde avec Cadet de Vaux en 1780 une école de boulangerie rue de la Grande-Truanderie à Paris.
Parmentier s'occupe également de plusieurs sujets ayant trait à l'hygiène : sécurité sanitaire des exhumations, qualité de l'eau, qualité de l'air notamment dans les salles d'hôpitaux, préconisation de l'entretien et de la vidange régulière des fosses d'aisance.
Dans les premiers temps de la Révolution, le souvenir de ses travaux l’expose à une certaine défaveur, puis, en 1793, la pomme de terre trouve grâce devant les « niveleurs », qui la préconisent partout. Parmentier se tient d’abord à l’écart de l’administration, puis il est chargé de surveiller les salaisons destinées à la Marine, en s’occupant parallèlement de la préparation du biscuit de mer.
Il travaille aussi sur le maïs, l’opium et l’ergot de seigle. Il préconise la conservation de la viande par le froid. Il travaille également sur l’amélioration de la technique des conserves alimentaires par ébullition découverte par Nicolas Appert, en 1795 et publiée en 1810.
En 1793, il donne même les techniques à employer. C’est ainsi, que, grâce à lui, la première raffinerie de sucre de betterave mise en service par Delessert voit le jour en 1801.
En 1796, il est porté sur la liste de l’Institut, formé par le nouveau Directoire. Il est appelé sous le Consulat à la présidence du Conseil de salubrité du département de la Seine et à la place d’inspecteur général des Hospices et du service de santé (1805 et 1809) ; il rédige un Code pharmaceutique (3e éd. en 1807). La Société d’agriculture l’envoie en Angleterre avec Jean-Baptiste Huzard pour rouvrir les communications scientifiques entre les deux pays.
Inspecteur général du service de santé de 1796 à 1813, il fait adopter la vaccination antivariolique par l’armée et s’occupe des conditions d’hygiène sur les navires de la Marine. Il est l’un des créateurs de l’École de boulangerie en France en 1800.
Il est pharmacien en chef de l'Armée des Côtes de l'Océan en 1803. Il devient le premier président de la Société de pharmacie de Paris, dès sa fondation en 1803, il la préside en 1804, 1807 et 1810.
Trop jeune pour participer à l'aventure des encyclopédistes et trop vieux pour prendre part au début du XIXe siècle à la révolution des sciences, notamment à l'expédition scientifique de la campagne d'Égypte, Parmentier est cependant un scientifique à l’œuvre remarquable par sa diversité. Il participe, en outre, à la vie sociale en collaborant aux textes sur la réforme agraire, sources du code rural, proposés par la Société d’Agriculture à l’Assemblée nationale. Il est membre de la Société d’Agriculture de Paris en 1773. Il est élu à l’Académie des sciences le 13 décembre 1795 dans la section d’économie rurale.
N'ayant ni femme, ni enfant, il a consacré toute sa vie à ses recherches, mais il a le chagrin de perdre, en 1809, sa sœur Marie-Suzanne, confidente et collaboratrice qui lui a épargné la pénibilité d'un long célibat par ses soins affectueux. Ses amis du Bulletin de pharmacie, tel Louis Claude Cadet de Gassicourt, le surnomment le « bourru bienfaisant » car, régulièrement sollicité par des pharmaciens pour obtenir une place ou une pension, il renâclait d'abord mais faisait finalement jouer ses relations pour les aider.
Il meurt d'une phtisie pulmonaire, rongé par la tuberculose, dans sa maison de la Folie-Genlis, 12 rue des Amandiers-Popincourt. Il est inhumé au cimetière du Père-Lachaise à Paris dans le caveau familial. Sa tombe est régulièrement entretenue par certaines sociétés de pharmaciens. Jusqu'au début du XXe siècle, cette tombe était ornée d'un potager où s'épanouissaient des plants de pommes de terre pour rendre hommage au grand vulgarisateur.

## Postérité

### Honneurs anthumes
- La Convention nationale prévoit de lui accorder une gratification de trois mille livres pour services rendus, versement jamais effectué. En revanche, elle lui décerne une médaille d'or le 2 juillet 1795 pour « avoir propagé et éclairé la culture de la pomme de terre[39].

- Peu de temps après l'institution de la Légion d'honneur, Napoléon promulgue un décret accordant dix croix de la Légion d’honneur aux services civils et militaires de la pharmacie. La liste des dix récipiendaires est conçue par Parmentier qui ne s'y inclut pas par humilité, aussi une onzième médaille lui est attribuée et remise par l'empereur le 15 juillet 1804. Homme discret ne cherchant pas les honneurs, il n'est pas fait baron de l'Empire, contrairement à son ami Jean-Antoine Chaptal et son collègue Antoine-François Fourcroy qui reçoivent un titre de noblesse d'Empire[40].

- Au moins 48 diplômes lui auraient été décernés au cours de son existence. Il est notamment membre de l’Académie des sciences, belles-lettres et arts de Lyon de l'Académie des sciences de l'Institut de France (section d'économie rurale et art vétérinaire) le 13 décembre 1795[41], de l'Académie d’Alexandrie, de Berne, de Bruxelles, de Florence, de Genève, de Lausanne, de Madrid et de Milan, de Naples, de Turin et de Vienne le comptent parmi leurs membres[42].

- Les « hussards noirs » de la IIIe République propagent le mythe d'un Parmentier « inventeur de la pomme de terre », légende créée bien avant la mort de Parmentier par le comte François de Neufchâteau emporté par sa fougue oratoire en pleine session du Sénat, ce passionné d'agriculture admirant Parmentier au point de décider que la pomme de terre s'appellerait désormais « solanée parmentière » (usage qui se perdra pendant la monarchie de Juillet)[43].

### Hommages posthumes
- Lors de la colonisation de l'Algérie, le village de l'Oranie Aïn el Hadjar est renommé Parmentier en hommage au scientifique[44].
- Lors de la guerre de 1870, « le Parmentier » est un ballon utilisé pour le transport du courrier[45].
- La France lui rend un hommage philatélique en 1956[46].
- En 1913, l'hôpital militaire Percy de Cambrai prend le nom de Parmentier.
- À Paris, une avenue (10e et 11e arrondissements) et une station de métro, la station Parmentier sur la ligne 3 ainsi qu'une caserne de la Brigade de Sapeurs Pompiers de Paris (11e arrondissement), ont été nommées en son honneur.
- Une statue est érigée en son honneur dans la cour de la faculté de pharmacie à Paris.
- À Saint-Fons (Rhône), une école publique porte le nom de Parmentier.
- À Ivry-sur-Seine une place publique porte son nom.

- À Montdidier, sa statue en bronze domine la place Parmentier et constitue avec son socle le monument en l'honneur du personnage. La face antérieure de ce monument montre un Parmentier distribuant des tubercules à un paysan reconnaissant.
- Le collège de Montdidier porte également son nom.
- À Douarnenez, à Épinal[47], à Nantes, à Nogent-sur-Marne, à Vigneux-sur-Seine des rues portent son nom.
- À Neuilly-sur-Seine, une statue en bronze représentant Parmentier, sculptée par André Lavaysse en 1982, se trouve place Parmentier[Note 4]. Les armoiries de cette ville, adoptées en 1900, sont chargées de trois fleurs parmentières tigées et feuillées d'or[48]. La statue a vocation à rappeler que Parmentier cultiva la pomme de terre sur des terres royales comprises entre la porte Maillot et la rue d'Orléans[49],[50].
- Il existe une école maternelle à Vierzon village qui porte son nom.
- D'après la légende le nom de hachis parmentier, ainsi que d'autres mets aux pommes de terre (omelette parmentier, etc), lui sont dédiés.
- Martine Aiache, doyenne de la faculté de pharmacie de Paris et présidente du comité national de la célébration du bicentenaire de la mort d'Antoine-Augustin Parmentier, lance le 23 septembre 2013 l'« année Parmentier ». Des cartes postales, livres, timbres, pièce de monnaie ainsi que diverses expositions et manifestations lui sont consacrés à cette occasion[51].

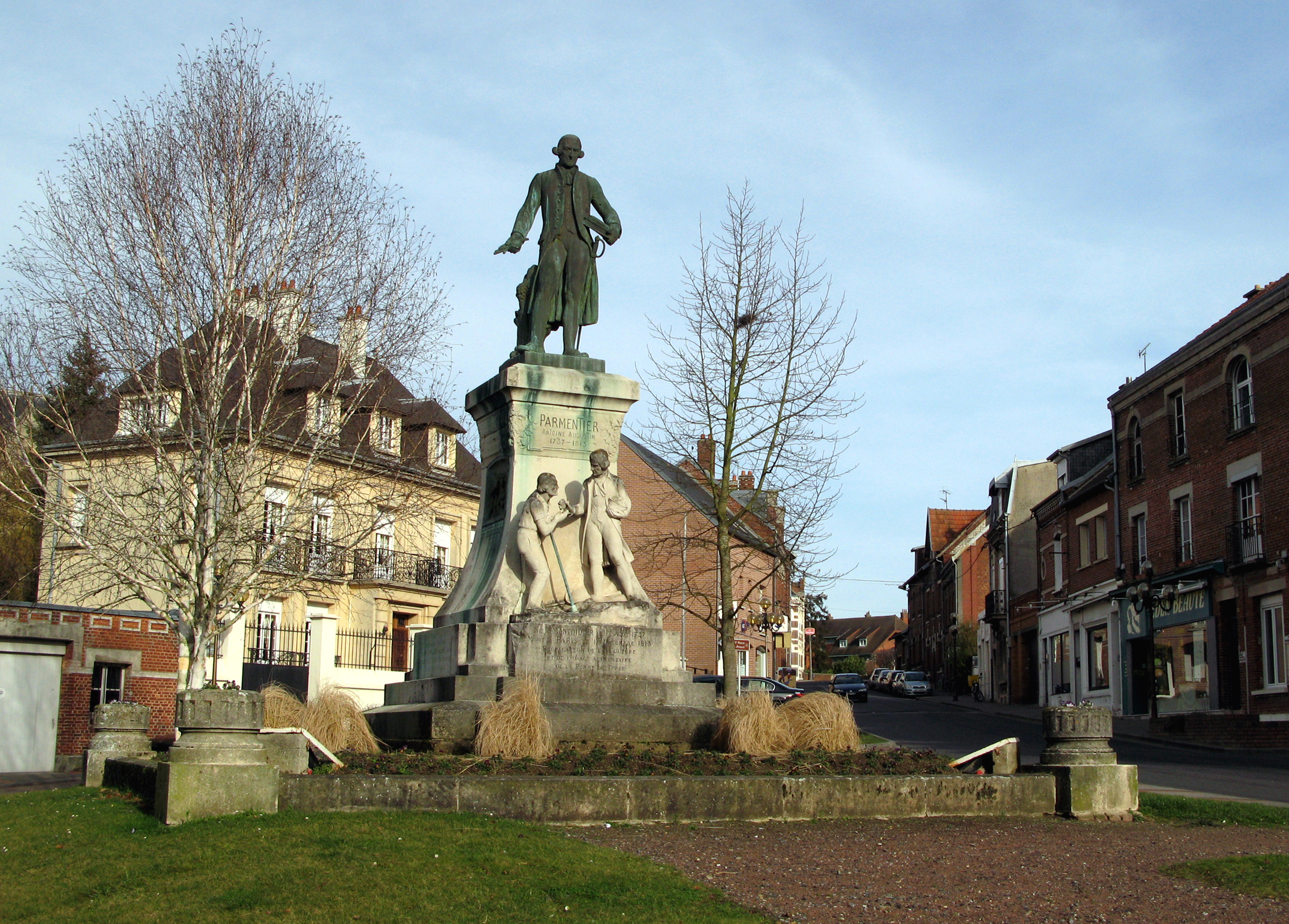
Monument Parmentier à Montdidier.
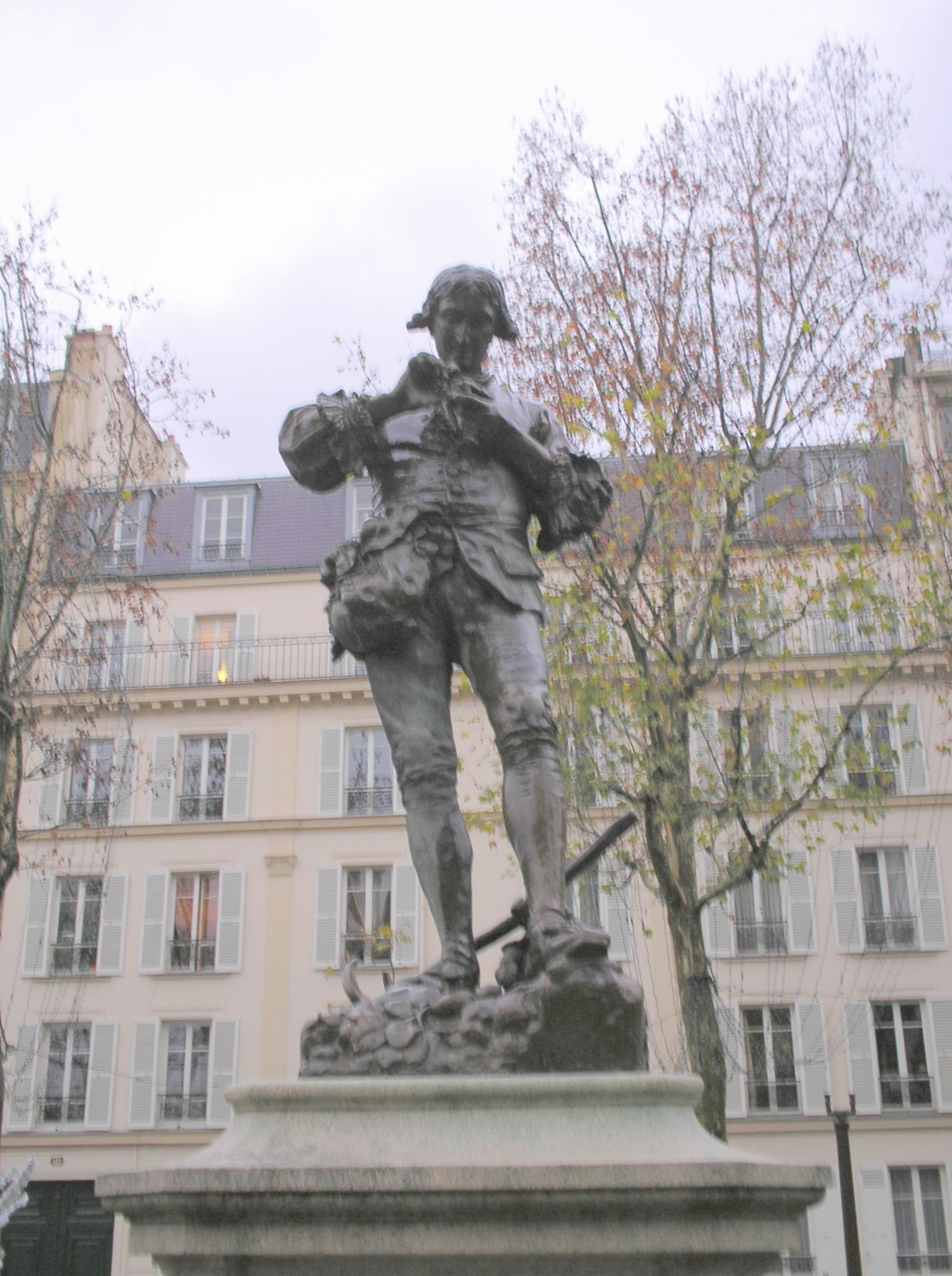
Statue de Parmentier sur le parvis de la mairie de Neuilly-sur-Seine.
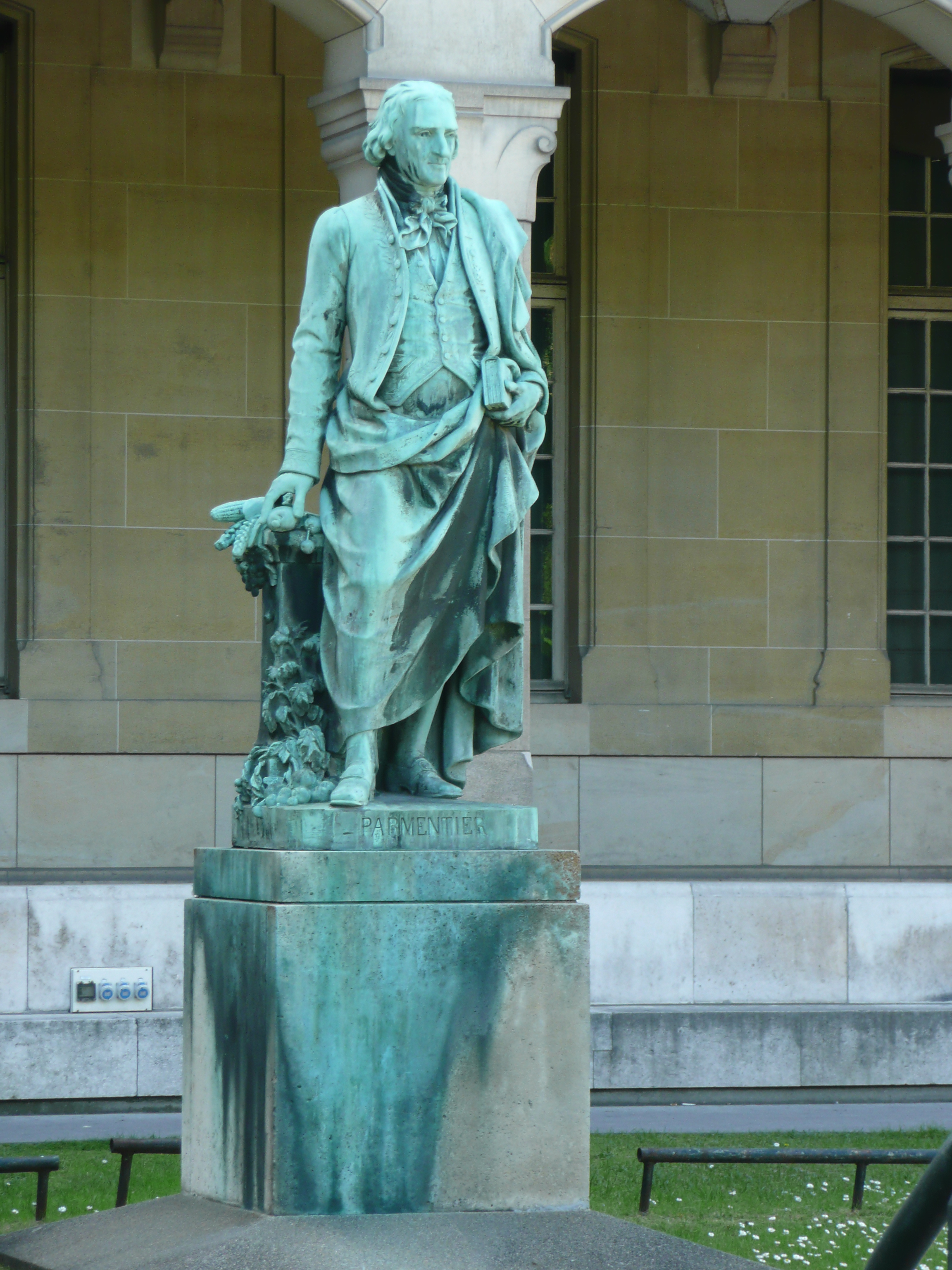
Statue de Parmentier à la faculté de pharmacie de Paris.
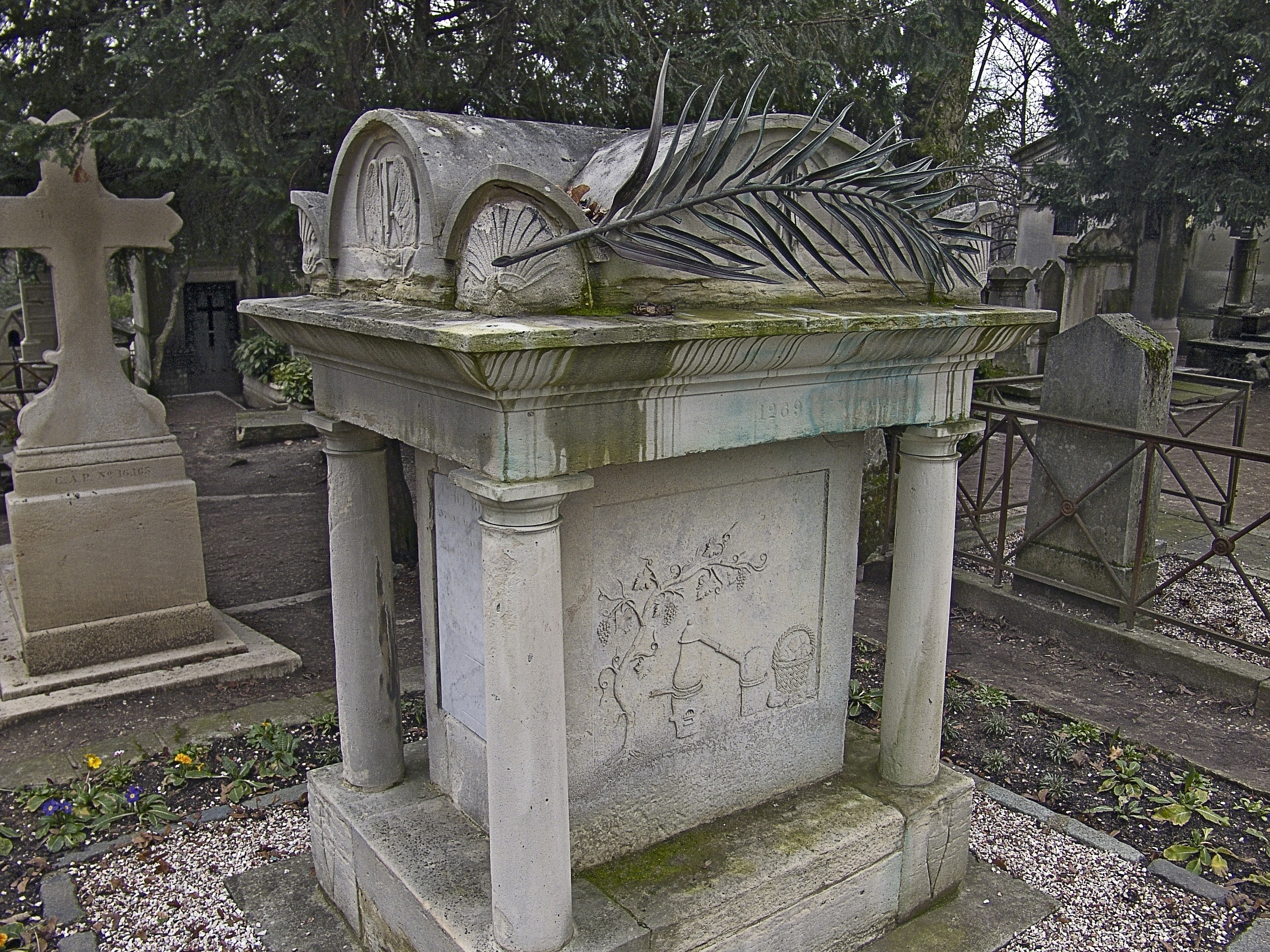
Tombe d’Antoine Parmentier au cimetière du Père-Lachaise.
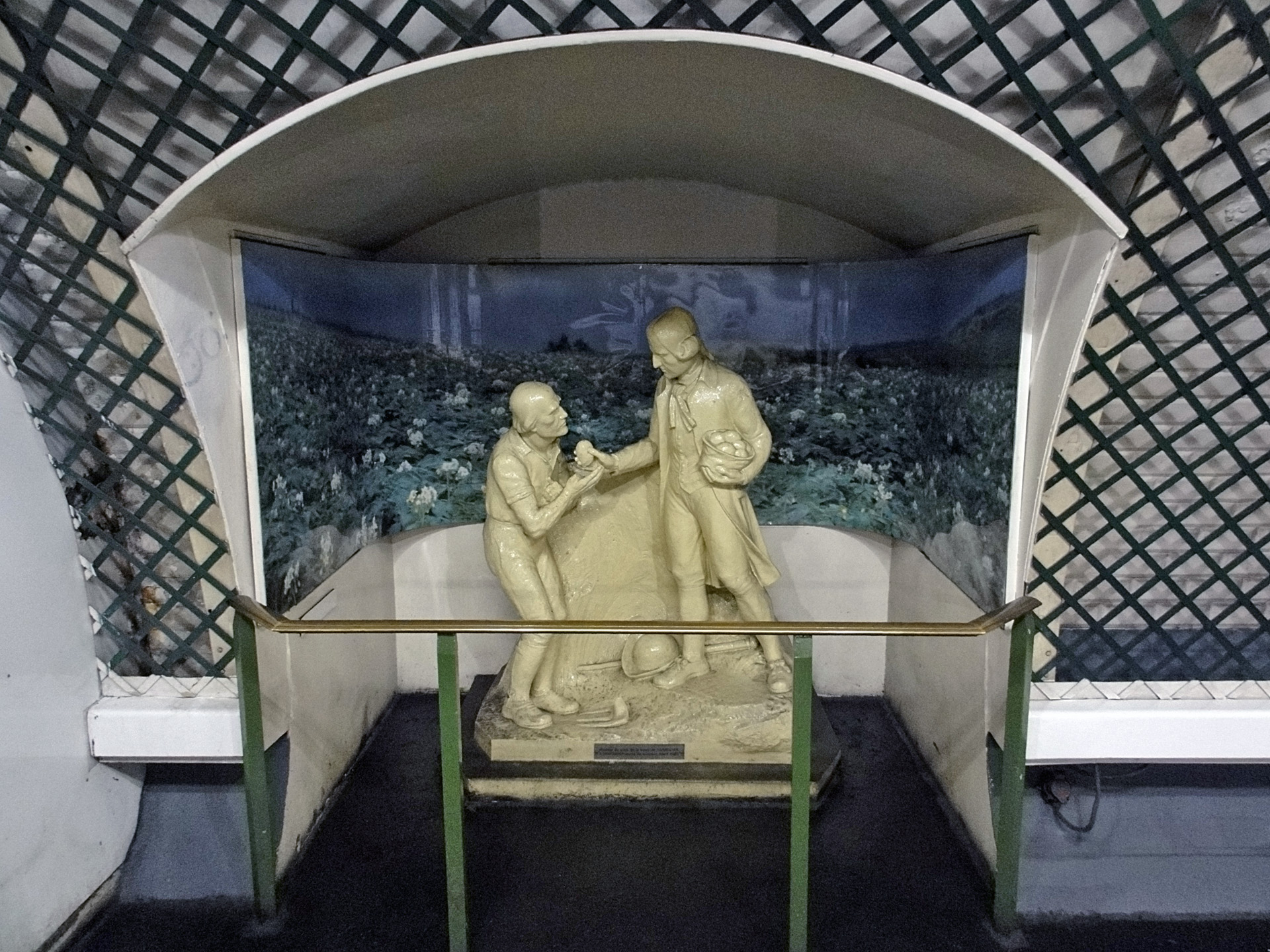
Statue de Parmentier distribuant des pommes de terre - Station Parmentier, ligne 3, métro de Paris.
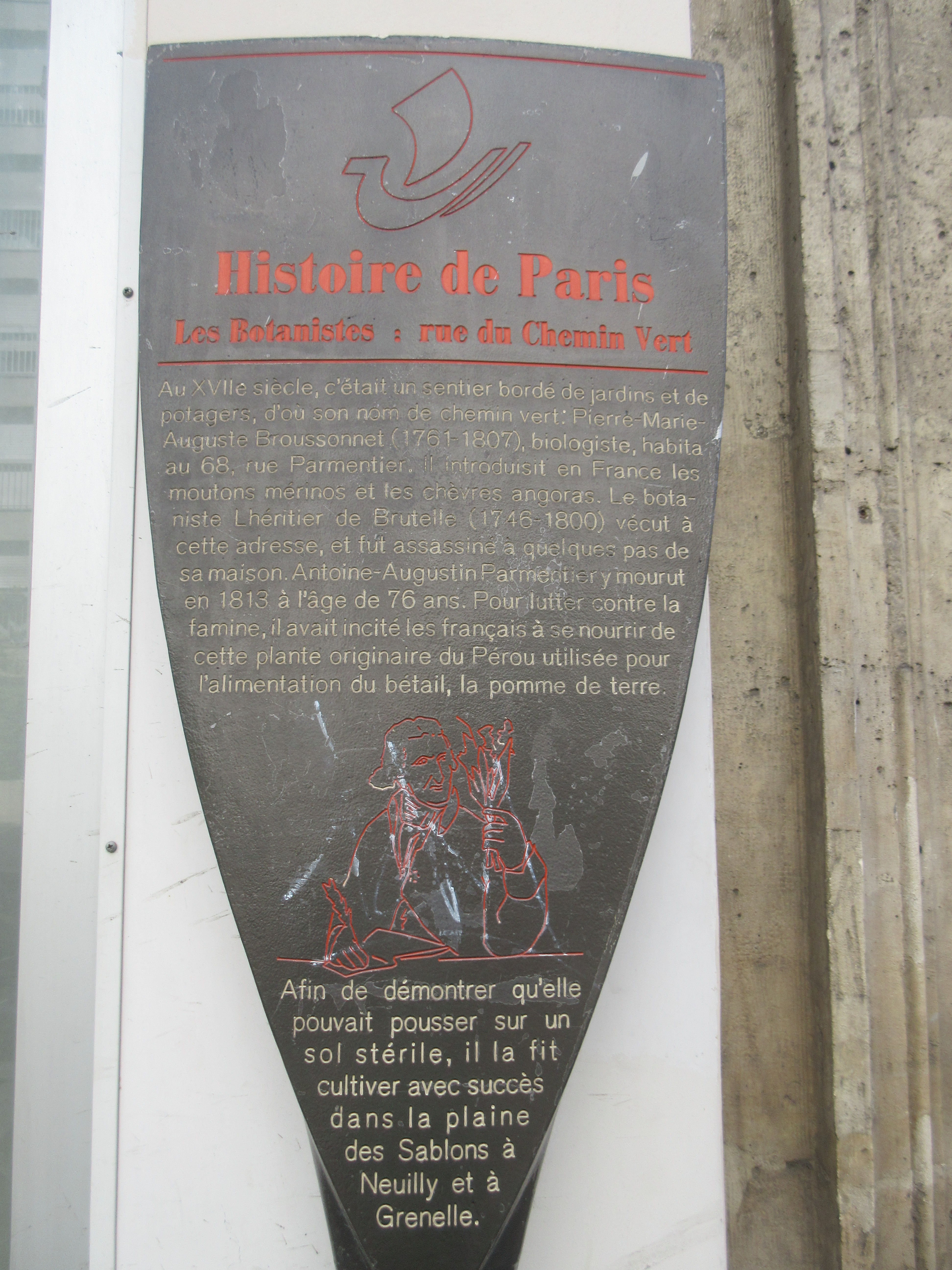
Panneau Histoire de Paris : « Les Botanistes-Rue du Chemin-Vert ».

## Œuvres (liste non exhaustive)
Antoine Parmentier a écrit 165 ouvrages d’agronomie dont la plupart consacrés à la culture de la pomme de terre.
- Éducation singulière d'un moineau, Mercure de France, 1771, 6 p. (premier écrit de Parmentier)
- Examen chymique des pommes de terre, dans lequel on traite des parties constituantes du bled, Paris : Didot le jeune, 1773, in-12, xxiv-252 p., lire en ligne sur Gallica. Lire en ligne sur Wikisource
- Les Pommes de terre considérées relativement à la santé et à l'économie : ouvrage dans lequel on traite aussi du froment & du riz, Paris, Monory, 1774 (lire en ligne).
- Avis aux bonnes ménagères des villes et des campagnes, sur la meilleure manière de faire leur pain, Paris, 1777 (lire en ligne).
- Manière de faire le pain de pommes de terre sans mélange de farine, Paris, Imprimerie royale, 1778, 56 p., in 8° broch. (lire en ligne), lire en ligne sur Gallica.
- Le Parfait Boulanger, Paris, 1778 (lire en ligne).
- Examen critique de la pomme de terre, 1779
- Traité de la châtaigne, Bastia et Paris : Monory, 1780, in-8°, xxviii-160 p., lire en ligne sur Gallica.
- Recherches sur les végétaux nourrissants qui, dans les temps de disette, peuvent remplacer les aliments ordinaires ; avec de nouvelles observations sur la culture des pommes de terre, Paris : Impr. royale, 1781, in-8°, XVI-599 p., lire en ligne sur Gallica.
- Mémoire couronné le 25 août 1784 par l'Académie royale des sciences, belles lettres et arts de Bordeaux, sur cette question : Quel serait le meilleur procédé pour conserver le plus longtemps possible, ou en grain ou en farine, le maïs ou blé de Turquie... ? Et quels seraient les différens moyens d'en tirer parti, dans les années abondantes... ? Bordeaux : A.-A. Pallandre aîné, 1785, in-4°, 164-V p., lire en ligne sur Gallica.
- Mémoire sur la manière de cultiver et d’employer le maïs à fourrage, Paris : Impr. Royale, 1785 ; 3e éd. (Le Maïs, ou Blé de Turquie, apprécié sous tous ses rapports [mémoire couronné, le 25 août 1784, par l’Académie royale des Sciences, Belles-lettres et Arts de Bordeaux]), Paris : Impr. impériale, chez Méquignon l’aîné père, et chez A.-J. Marchant, 1812, in-8°, viii-303 p.
- Mémoire sur les avantages que la province de Languedoc peut retirer de ses grains, considérés sous leurs différens rapports avec l'agriculture, le commerce, la meunerie et la boulangerie, Paris : impr. des États de Languedoc, 1786, in-4°, [4]-447 p., pl., lire en ligne sur Gallica.
- Avis aux habitans des villes et des campagnes de la province de Languedoc, sur la manière de traiter leurs grains, et d'en faire du pain, A Paris, de l’imprimerie des Etats de Languedoc, sous la direction de P. F. Didot jeune, 1787, in-4°, 52 p., lire en ligne sur Gallica.
- Dissertation sur la nature des eaux de la Seine, avec quelques observations relatives aux propriétés physiques & économiques de l'eau en général, Paris, chez Buisson, hôtel de Mesgrigny, rue des Poitevins, 1787, in-8°, 176p., lire en ligne sur Gallica.
- Économie rurale et domestique, Bibliothèque universelle des dames, rue et hôtel Serpente, 1788-1797, 8 volumes. Cette encyclopédie pour dames a vu sa publication se poursuivre pendant toute la période révolutionnaire, ce qui ne fut pas de tout repos pour le père de la pomme de terre. Il y enseigne aux femmes de la campagne tout ce qu'elles doivent connaître pour tenir maison rustique. Le tome I traite des devoirs généraux envers les fermiers et les pauvres ; le tome II concerne la boulangerie, la laiterie, la fromagerie, l'office, la cuisine, le cellier, la cave ; le tome III s'occupe de basse-cour et le suivant du gros bétail ; le tome V du jardin d'agrément, du potager. de la pépinière et du fruitier ; le tome VI des labours et travaux des champs ; le tome VII des prés, foins, plantes fourragères et de la vigne, des bois, des étangs et des viviers. Le dernier tome décrit les végétaux à application artisanale : chanvre, lin, garance, plantes à huiles, tabac, osier, houblon, safran, rhubarbe ; végétaux utiles aux cordiers, tanneurs, relieurs, etc.
- Mémoire sur les avantages qui résulteraient pour le royaume d’étendre la culture en grand des racines potagères, automne 1788.
- Instruction [ou Avis] sur la conservation et les usages de la pomme de terre, 1789, in-8°, 24 p.
- Traité sur la culture et les usages des pommes de terre, de la patate et du topinambour, imprimé par ordre du roi, Paris : Barrois l’aîné, 1789, in-8°, viii-392 p., lire en ligne sur Gallica.
- Mémoire sur les avantages que le royaume peut retirer de ses grains, Paris : Barrois l'aîné, 1789, in-4° , IV-447 p., pl., lire en ligne sur Gallica.
- Mémoire sur la nature et la manière d'agir des engrais, brochure in-8°, 1791 (Annales de Chimie, tome onzième, octobre 1791, p. 278-308), [lire en ligne].
- avec Nicolas Deyeux, Mémoire sur le sang, dans lequel on répond à cette question : Déterminer, d'après des découvertes modernes chimiques et par des expériences exactes, quelle est la nature des altérations que le sang éprouve dans les maladies inflammatoires, dans les maladies fébriles, putrides et le scorbut. Paris, 1791, in-4°[52].
- Mémoire sur les salaisons. Paris, 1793, in-8°[52].
- Traité sur les pommes de terre, 1795, in-8°.
- avec Nicolas Deyeux, Précis d’Expériences et Observations sur les différentes espèces de Lait, considérées dans leurs rapports avec la Chimie, la Médecine et l’Économie rurale, Strasbourg, F. G. Levrault ; Paris, Th. Barrois et chez Mme Huzard, 1798, in-8°, 420 p., lire en ligne sur Gallica
- Traité théorique et pratique sur la culture de la vigne, avec l'art de faire le vin, les eaux-de-vie, esprit de vin, vinaigres simples et composés, en collaboration avec Jean-Antoine Chaptal, l'abbé Rozier et Dussieux, 1801, 2 vol.
- Observations sur les moyens de maintenir et de rétablir la salubrité de l’air dans la demeure des animaux domestiques, 1802 ; inséré dans le tome viii des Mémoires de la Société d’agriculture de Paris.
- Instruction sur la culture, la conservation, les usages et les avantages de la Pomme de terre, Paris, A.-J. Marchant, 1808, in-12, 72 p.
- Traité sur l'art de fabriquer les sirops et les conserves de raisins, destinés à suppléer le sucre des colonies dans les principaux usages de l'économie domestique, Paris : Méquignon aîné, 1810, 388 p. ; in-8°, lire en ligne sur Gallica.
- Instruction pratique sur la composition, la préparation et l'emploi des soupes aux légumes, dites à la Rumford, Paris : Méquignon l'aîné, 1812, in-8°, [3]-40 p., lire en ligne sur Gallica.